# Bahnhof Berlin Südkreuz
Berlin Südkreuz är en järnvägsstation i södra Berlin. Stationen öppnades år 1898 med namnet Bahnhof Berlin Papestrasse. I slutet på 1990-talet började stationen byggas om helt. Ombyggnaden avslutades 2006. Idag är Berlin Südkreuz en stor järnvägsknut för pendeltåg (S-Bahn) samt nord-sydgående regionaltåg och fjärrtåg. Höghastighetslinjen Berlin–München trafikerar stationen.
I samband med invigningen av den nya järnvägen mellan Berlin Hauptbahnhof och Bahnhof Berlin Südkreuz bytte man även namn på stationen från Bahnhof Papestrasse till dagens namn Bahnhof Berlin Südkreuz. 
Südkreuz ligger i södra Berlin och är en av Berlins viktigaste järnvägsknutpunkter, tillsammans med Hauptbahnhof, Gesundbrunnen, Ostkreuz, Westkreuz, Ostbahnhof samt Zoologischer Garten.

## Bilder

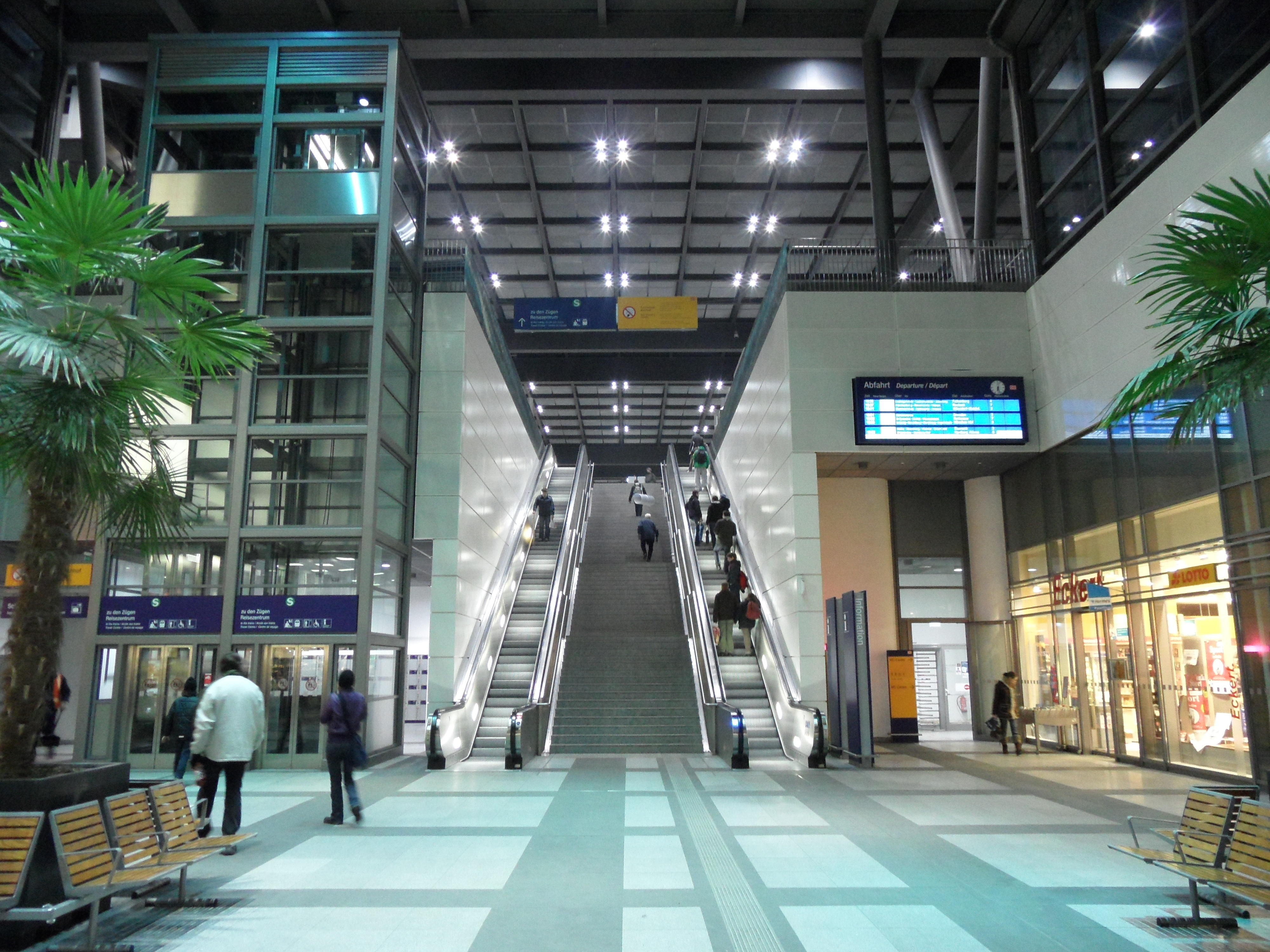
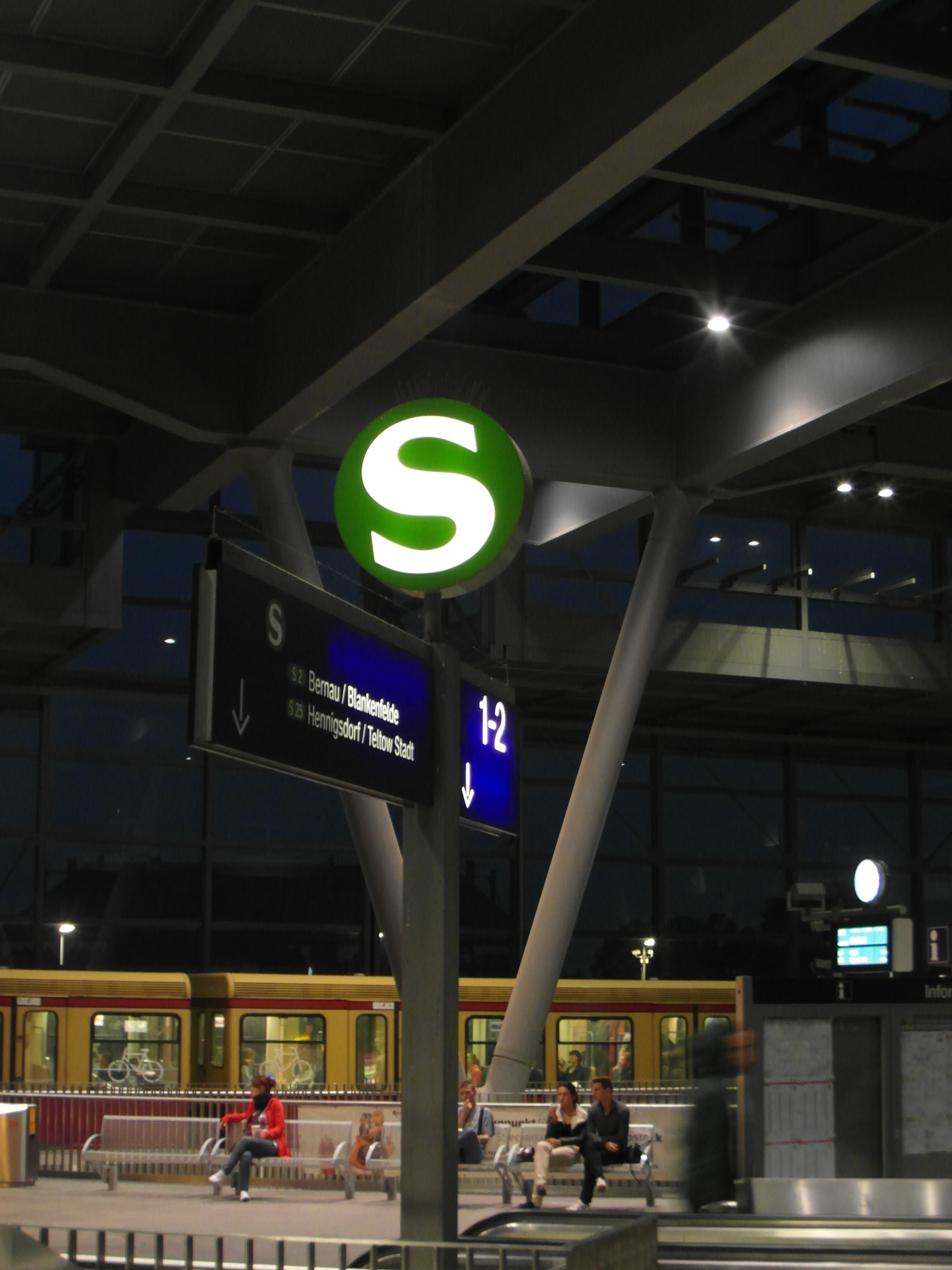
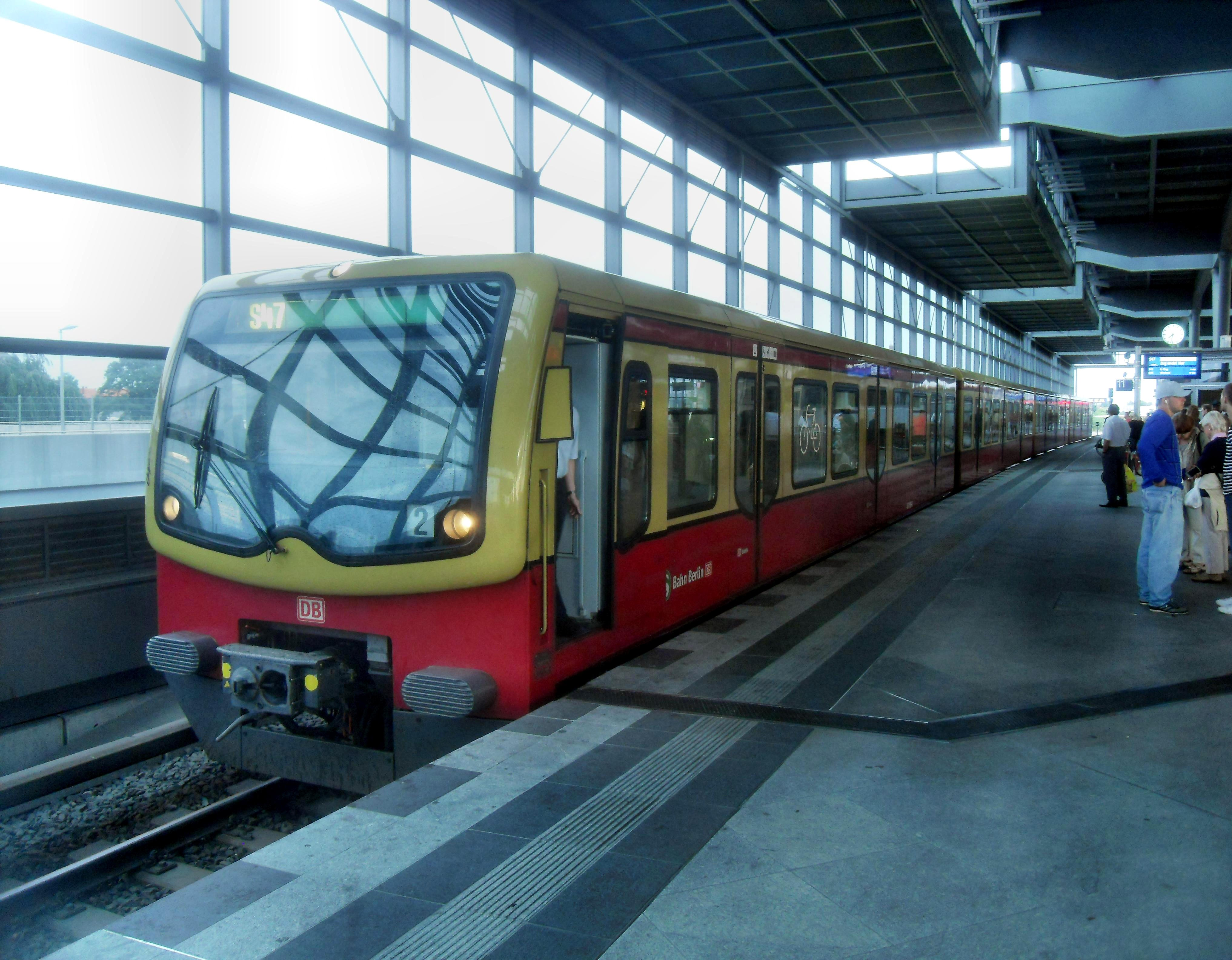
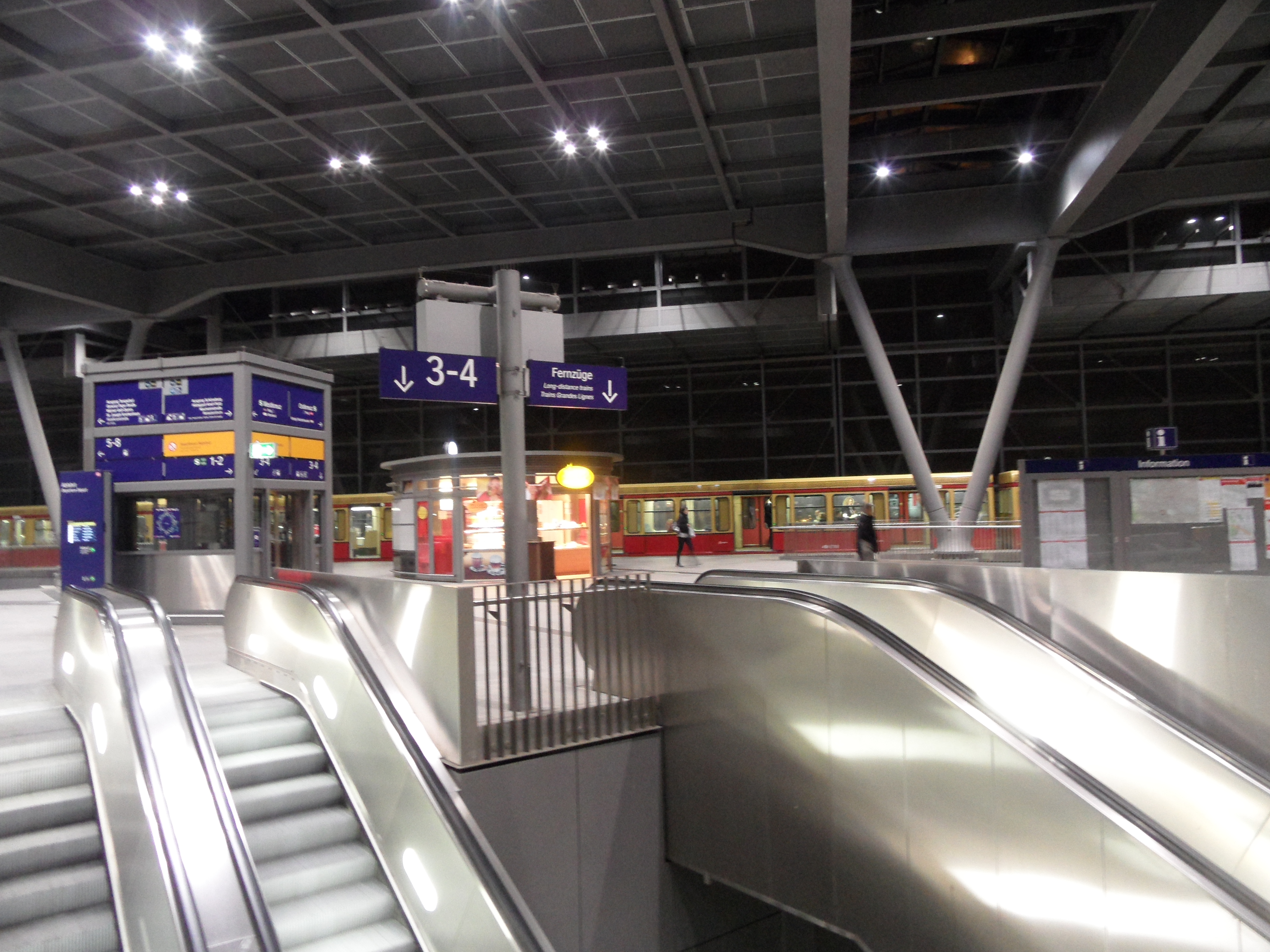
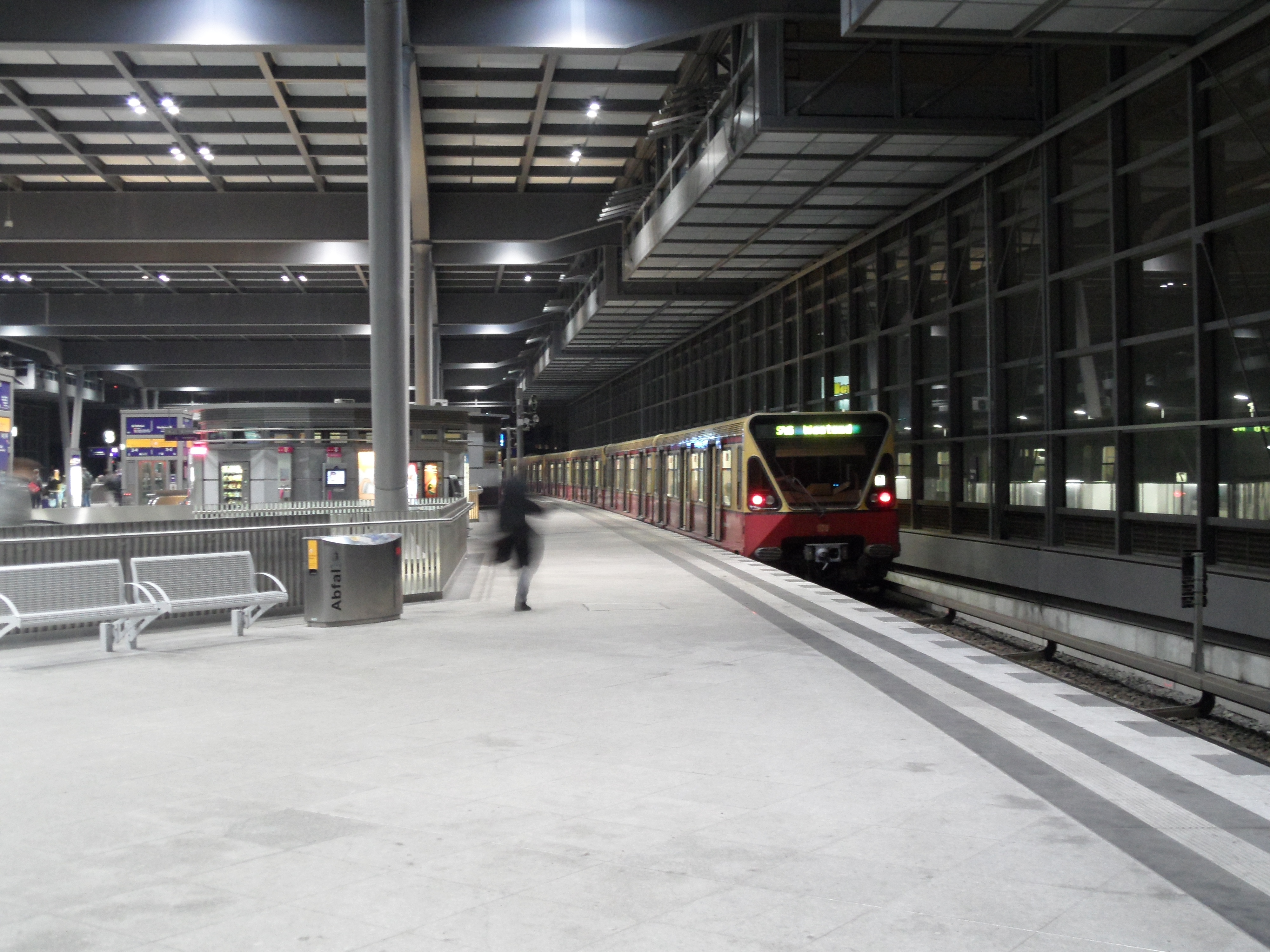
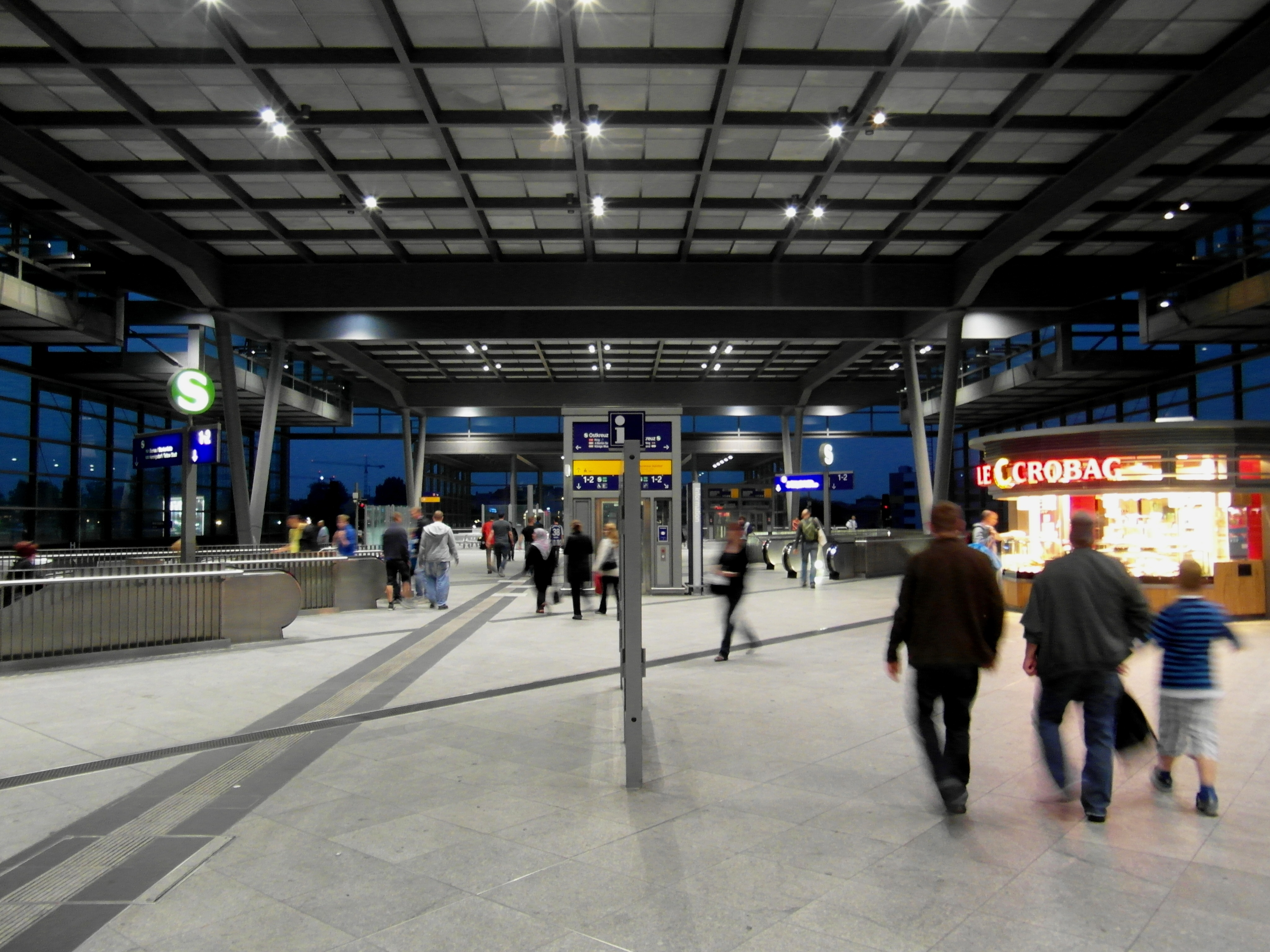
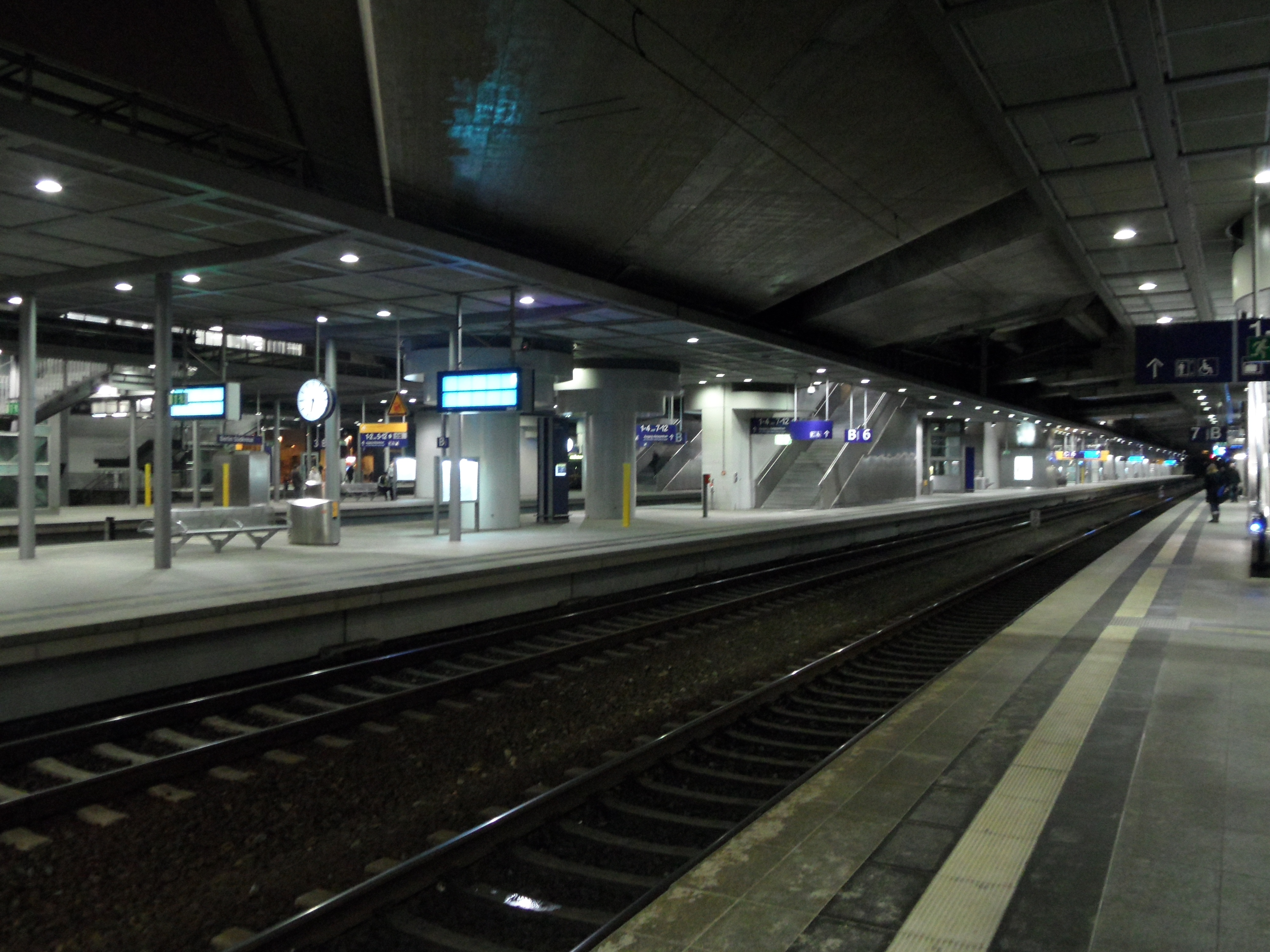
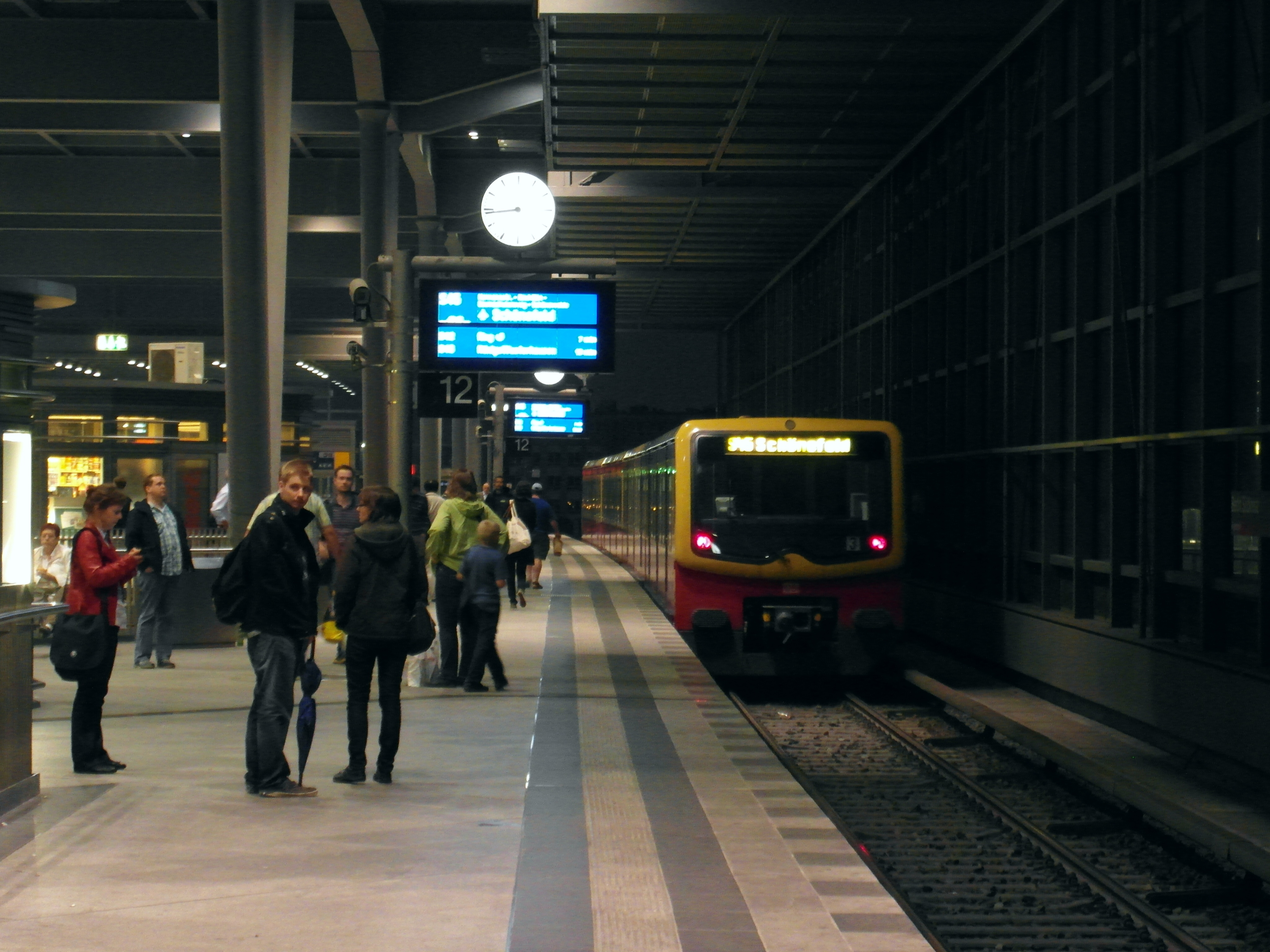